# Alice Volpiová
Alice Volpiová (* 15. dubna 1992 Siena) je italská šermířka, členka policejního týmu Gruppo Sportivo Fiamme Oro. Její zbraní je fleret.
Je dcerou italského otce a brazilské matky. Šermovat začala v osmi letech v klubu Sezione Scherma del Centro Universitario Sportivo di Siena, v roce 2006 se stala juniorskou mistryní Itálie. V letech 2011 a 2012 vyhrála s italským družstvem mistrovství světa juniorů v šermu. Od roku 2011 startuje ve Světovém poháru, kde získala tři individuální a devět týmových vítězství. Na Evropských hrách 2015 vyhrála individuální soutěž a byla třetí v soutěži družstev, na Univerziádě 2015 získala stříbro s týmem a bronz mezi jednotlivkyněmi. Má dva tituly mistryně Evropy z týmové soutěže z let 2017 a 2018, na mistrovství světa v šermu 2017 vyhrála soutěž družstev a byla druhá v individuální soutěži, na mistrovství světa v šermu 2018 se stala individuální světovou šampiónkou a pomohla družstvu k zisku stříbrných medailí.
Získala vyznamenání Collare d'oro al merito sportivo.
Vystudovala politologii na Univerzitě Camerino. Jejím snoubencem je olympijský vítěz v šermu Daniele Garozzo.